# Yウイング

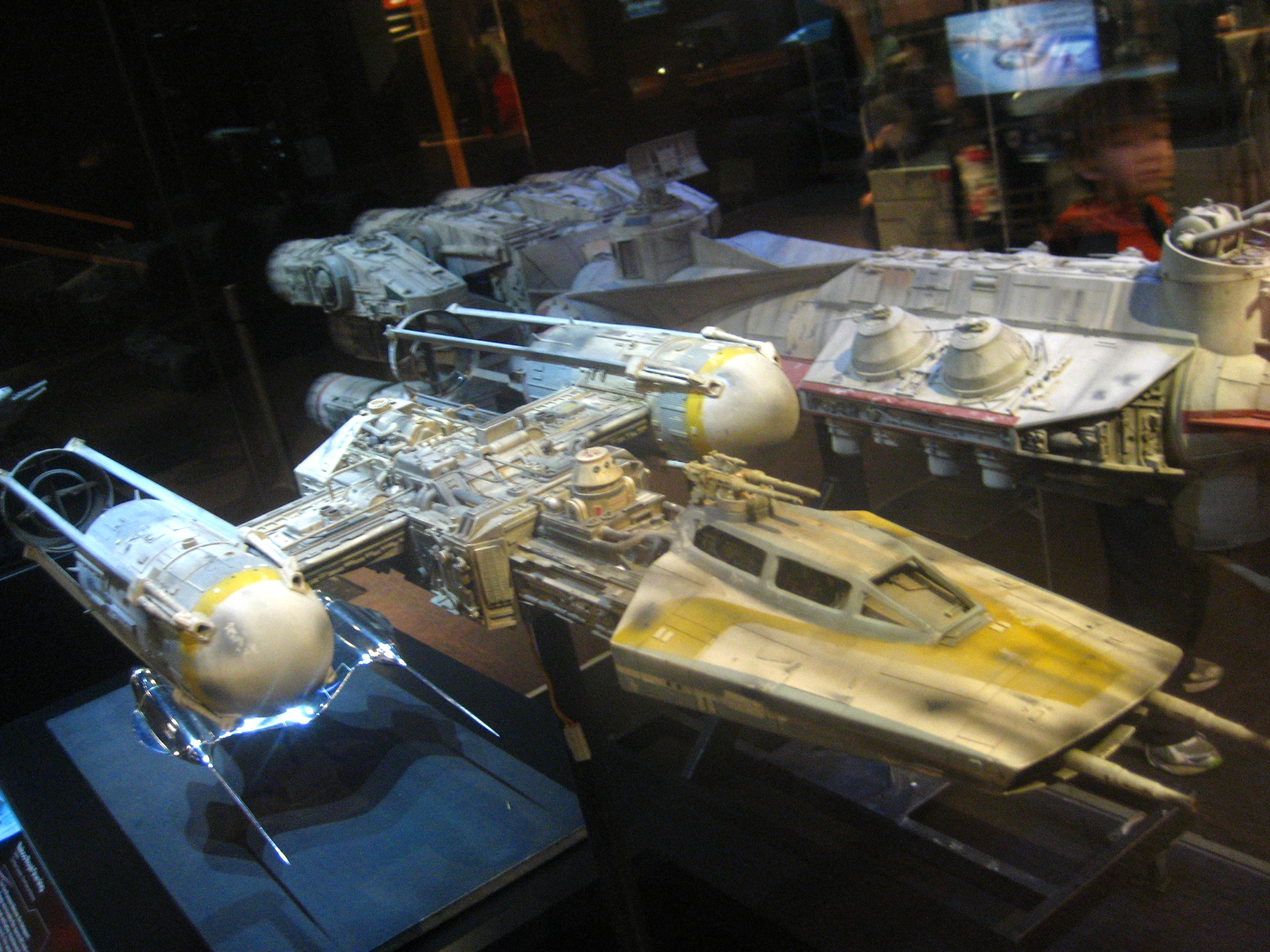

Yウイング（Y-Wing）はアメリカ映画『スター・ウォーズシリーズ』に登場する架空の戦闘機である。

## 諸元
- 全長：16メートル
- 全幅：8.54メートル
- 全高：2.44メートル
- 速度：2,700G、80MGLT、6SU/STP、時速1,000キロメートル（大気中）、操縦性基準50DPF、クラス1ハイパードライブ
- 操縦要員：1名、アストロメク・ドロイド1体

## 概要
Xウイングが反乱同盟軍の戦闘機として使用されるまで、Yウィングはインコム社製Z-95ヘッドハンターと共に長らく同盟軍の主力戦闘機の地位に就いていた。また、Yウィングは、反乱軍で最も多く使用された戦闘機であると同時に、最も多く失われた戦闘機でもある。
Yウィングには大きく分けて2つの種類があり、1人乗りの偵察用のBTL-A4型と、2人乗りの攻撃や爆撃に特化したBTL-S3型があり、前者のほうが圧倒的に多い。また前者は「ロングプローブ」の愛称で呼ばれている。
コーンセイヤー社の傑作機であるYウィングは、旧式とされてからもなお非常に高い信頼性を誇り、機動性や速度は他の戦闘機よりは見劣りするものの、それらには見られない優れた攻撃力と防御力とを誇っている。特に防御力においてはあらゆる戦闘機を凌駕する程の強靭さを持ち、整備性向上のために装甲板が殆ど撤去されてしまい、内部構造が剥き出しとなった後でもなお、無類の打たれ強さを誇っている。

武装はコクピット前方にある、2基のテイム＆バック社製IX4レーザー・キャノン、コクピット・キャノピーの上部にある、アルメック社製SW4イオン・キャノン 2基、そしてコクピットの裏側にある、アラキッド社製曲型プロトン魚雷発射管2門と、全てがコクピットの配置されている巨大な白いノーズコーンに搭載されている。ちなみに、本機はBウイングが登場するまで同盟軍唯一のイオン・キャノン搭載機であった。これにより、Xウイング導入後も数々のミッションに使用された。

アルメック社製のSW4イオン・キャノンは360度旋回が可能で、単座のBTL-A4型では照準コンピュータが自動的に捕捉した敵機を追尾する、ということになっていたが、開発中にコンピュータが正常に作動しなかったために、この自動捕捉機能は廃止されてしまった。現在の単座型Yウィングのイオン・キャノンは一応、手動での旋回が可能であるが、自動追尾砲台としては機能していないため、専ら前方固定砲として運用されている。逆にBTL-S3型は砲手がイオン・キャノンを操作可能であり、自動ではないものの本来の役割を果たしている。

プロトン魚雷発射管2門の砲口は通常は装甲扉によって覆われており、パイロットや砲手の射撃操作に連動して砲口が開き、ミサイルが発射される仕組みになっている。爆弾槽には最大8発のプロトン魚雷が搭載でき、一部では震盪ミサイルの搭載も可能だという。
銀河でも忘れかけられている事実だが、新造時のYウィングは機体全体が輝くようなボディ・シェルに覆われ、本来は流線型を描くフォルムを持つ機体としてデビューした。しかし異常な量の内部配線に起因する、そもそもの整備性の悪さに加えて、整備の度に重く頑丈なボディ・シェルを取り外さねばならないことに業を煮やした技術者達が導き出した結論は「ボディ・シェルを永久に取り払ってしまう」というものだった。これが現在の機体フレームと内部機構が剥き出しのYウィングである。そして、その装甲を取り払ってもなおYウィングが凄まじい機体強度を持っているのは特筆に値するだろう。また、同盟軍のYウィングはどれも数え切れない程の修理と改造とを繰り返しており、最早スペックや部品、外見等が一致している機体は一つとしてないとさえいわれている。更に、ほぼ骨董品レベルにまで消耗し、殆ど使い物にならなくなってしまった機体のノーズコーンは、スノースピーダーを戦闘用へ改造する際に、その装甲板として流用されるなど、同盟軍のYウィング利用の徹底振りは語り草となっている。
新たな同盟軍の攻撃機Bウイング、新共和国時代に登場したYウィングの後継機、Kウィングの登場などによってYウィングは徐々にその任務を奪われていったが、同盟軍が新共和国になってからもXウイング等と共に主力戦闘機とされている。
パイロットスーツとヘルメットは『エピソードⅣ』ではXウイングのパイロットと同じだったが、『エピソードⅥ』ではパイロットスーツはグレー、ヘルメットも別のタイプを使用している。

## 主な戦績
ヤヴィンの戦い
デス・スター破壊のためにゴールド中隊の使用機として出撃。映像中では4機のYウイングを確認できるが、実際にはそれ以上の機体が出撃する。レッド5のルーク・スカイウォーカーがXウイングでデス・スターを破壊し、作戦自体は成功するが、Yウイングは帝国軍のTIEファイターに大半が撃墜され、生還したのはただ一機だけという結果に終わる。
このYウィングの搭乗者の設定は正史・レジェンズで異なっている。正史のスピンオフ作品ではエヴァーン・ヴァーレーンというオルデラン出身の女性人物が設定されているのに対し、レジェンズのスピンオフ作品ではキーヤン（ケイヤン）・ファーランダーという男性人物が設定され、後にジェダイになっている。
なお、ファーランダーは、ゲーム『エックスウィング』の主人公でもあり、彼の物語はゲームに付属する小冊子やオフィシャル・ガイドブックにて語られている。
エンドアの戦い
第2デス・スター破壊のためグレイ小隊が使用。うち1機が第2デス・スター内部に侵入している。細かい戦績は不明だが、ヤヴィンの戦いと比べると撃墜された機体は減少している。
ゲーム作品「スター・ウォーズ 出撃! ローグ中隊」での描写
高い攻撃力を見込まれて、惑星カイル2の帝国軍施設破壊作戦で使用されることとなる。しかし、作中ルークが「寝ぼけたハット族のよう」と語るほど速度の遅さが強調されており、エースパイロットであるウェッジでさえ不意打ちしてきたTIEインターセプターに、ほぼ無抵抗のまま撃墜され、帝国軍の捕虜となる。
次の出番は惑星サラストの帝国軍施設の破壊作戦だが、この帝国軍施設には追尾式ミサイル砲台が多数設置されており、速度の遅いYウイングでは振り切れないため、いくら防御力が高いといってもプレイヤーはこれまでにない苦戦を強いられることとなる。
その一方でイオンキャノンを装備しているため、惑星ジェラード5での輸送船の足止めミッションでは、輸送船の足止め役として大車輪の活躍をする（この時はプレイヤーはXウイングを操作する）。
カリーダ星雲の戦い
新型の長距離爆撃機として複座型の機体が登場、新造時ということもあり装甲板は完備された状態である。各地で跳梁するグリーヴァス将軍の新型戦艦「マレヴォランス」がカリーダ星系の医療センターを攻撃することを掴み、これを撃破するためアナキン・スカイウォーカー率いるシャドウ中隊の12機がプロ・クーンのデルタ7スターファイターと共にマレヴォランスに攻撃をかける。長距離航行でカリーダ星系に到着し、マレヴォランスを守る無数のヴァルチャー・ファイターと交戦、マレヴォランスのイオン砲も受けて過半数の損害を出しつつも、イオン砲の基底部に爆撃を加えてこれを大破させる。
スカリフの戦い
ゴールド中隊の機体が登場、スカリフのシールドゲートにプロトン魚雷を撃ち込むが効果はなかった。戦闘後半にはシールドを失ったスターデストロイヤー「パーセキュター」にイオン魚雷を撃ち込んで電子機器を破壊。戦局打開の大きな一手となった。